# Безате
Беза̀те (на италиански: Besate, на западноломбардски: Besàa, Безаа) е село и община в Северна Италия, провинция Милано, регион Ломбардия. Разположено е на 104 m надморска височина. Населението на общината е 2047 души (към 2012 г.).